# Sampriz
Sampriz ist eine Gemeinde (Freguesia) im nordportugiesischen Kreis Ponte da Barca. In ihr leben 307 Einwohner (Stand 19. April 2021).